# Vanessa Ferlito
Vanessa Ferlito sinh ngày 28.12.1980 tại Brooklyn, New York, là một nữ diễn viên người Mỹ.

## Cuộc đời
Cô là người Mỹ gốc Ý. Cha cô qua đời khi cô mới lên 3 tuổi. Mẹ và dượng cô làm chủ một tiệm uốn tóc ở Brooklyn.
Ferlito sinh con trai đầu lòng vào tháng 9 năm 2007. Cô trở thành người ăn chay do sự gợi ý của nghệ sĩ Kara - người hóa trang ăn chay trường của cô. Cô là người ủng hộ quyền của động vật và là thành viên hoạt động của Hiệp hội People for the Ethical Treatment of Animals (một tổ chức bảo vệ động vật).

## Sự nghiệp
Cô đã đóng các vai trong Man of the House, Death Proof của Quentin Tarantino, vai Claudia Hernandez trong mùa thứ ba của loạt phim truyền hình 24'. Tuy nhiên cô nổi tiếng nhất về vai thám tử điều tra Aiden Burn trong loạt phim truyền hình CSI: New York. Cô chọn bỏ các show diễn vì muốn tập trung vào điện ảnh và sân khấu.

## Các phim tham gia
| Năm  | Tên phim                        | Vai diễn           | Ghi chú          |
| ---- | ------------------------------- | ------------------ | ---------------- |
| 2002 | On Line                         | Jordan Nash        |                  |
| 2002 | 25th Hour                       | Lindsay Jamison    |                  |
| 2003 | Undefeated                      | Lizette Sanchez    | phim truyền hình |
| 2004 | Spider-Man 2                    | Louise             |                  |
| 2004 | The Tollbooth                   | Gina               |                  |
| 2005 | Man of the House                | Heather            |                  |
| 2005 | Shadowboxer                     | Vickie             |                  |
| 2007 | Grindhouse                      | Arlene/"Butterfly" | đoạn Death Proof |
| 2007 | Descent                         | Latina Girl        |                  |
| 2008 | Nothing Like the Holidays       | Roxanna Rodriguez  |                  |
| 2009 | Julie & Julia                   | Cassie             |                  |
| 2009 | Madea Goes to Jail              | Donna              |                  |
| 2010 | Wall Street: Money Never Sleeps | Audrey             |                  |

## Truyền hình
| Năm       | Tên          | Vai diễn       | Ghi chú |
| --------- | ------------ | -------------- | ------- |
| 2001-2004 | The Sopranos | Tina Francesco | 2 tập   |
| 2002      | Third Watch  | Val            | 1 tập   |
| 2003      | Law & Order  | Tina Montoya   | 1 tập   |
| 2003-2004 | 24           | Claudia        | 11 tập  |
| 2004      | CSI: Miami   | Aiden Burn     | 1 tập   |
| 2004-2006 | CSI: NY      | Aiden Burn     | 27 tập  |